# Армштет
Армштет (њем. Armstedt) општина је у њемачкој савезној држави Шлезвиг-Холштајн. Једно је од 95 општинских средишта округа Зегеберг. Према процјени из 2010. у општини је живјело 406 становника. Посједује регионалну шифру (AGS) 1060003.

## Географски и демографски подаци
Армштет се налази у савезној држави Шлезвиг-Холштајн у округу Зегеберг. Општина се налази на надморској висини од 22 метра. Површина општине износи 8,9 km². У самом мјесту је, према процјени из 2010. године, живјело 406 становника. Просјечна густина становништва износи 46 становника/km².